# Hostert, Niederanven
Hostert är en ort i Luxemburg.   Den ligger i distriktet Luxemburg, i den centrala delen av landet, 9 kilometer nordost om huvudstaden Luxemburg. Hostert ligger 372 meter över havet och antalet invånare är 364.
Terrängen runt Hostert är platt åt sydost, men åt nordväst är den kuperad. Hostert ligger uppe på en höjd.  Runt Hostert är det ganska tätbefolkat, med 166 invånare per kvadratkilometer.. Närmaste större samhälle är Luxemburg, 8,7 kilometer sydväst om Hostert. 
I omgivningarna runt Hostert växer i huvudsak blandskog.